# فرویو (شهرستان واشینگتن، مریلند)
فرویو (به انگلیسی: Fairview) یک منطقهٔ مسکونی در ایالات متحده آمریکا است که در مریلند واقع شده‌است. فرویو ۷۶ نفر جمعیت دارد و ۱۵۰٫۸۸ متر بالاتر از سطح دریا واقع شده‌است.